# Brunswick (półwysep)

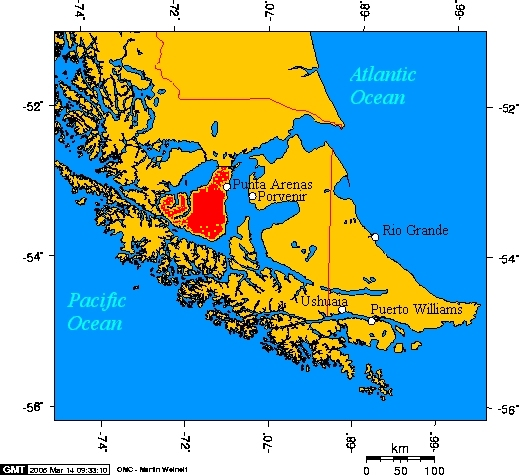
Półwysep Brunswick (zaznaczony kolorem czerwonym)

Brunswick (hiszp. Península de Brunswick) – najdalej na południe wysunięty półwysep Ameryki Południowej i Chile, położony w regionie Región de Magallanes y de la Antártica Chilena.
Półwysep ma kształt maczugowaty: jego długość wynosi ok. 110 km, szerokość u nasady ok. 16 km, natomiast na rozszerzającym się końcu - ok. 91 km. Powierzchnia półwyspu wynosi ok. 6300 km². Od wsch. i południa oblewają go wody Cieśniny Magellana, zaś od zach. wody głębokiej zatoki Seno de Otway. Od strony uprzednio wspomnianej zatoki w ląd półwyspu wcinają się dwie mniejsze, kręte zatoki o długościach ok. 30 i 55 km. Na pd. końcu półwyspu znajduje się przylądek Froward, będący najbardziej na pd. wysuniętym punktem kontynentalnej Ameryki.
Nasada półwyspu jest niska, jej wysokość nie przekracza 200 m n.p.m. Przeważająca część powierzchni półwyspu ma charakter wyżyny, sięgającej od 500 do 1000 m n.p.m. Najwyższym punktem półwyspu jest usytuowany na jego zach. krańcu szczyt Monte Muela (1189 m n.p.m.). Teren półwyspu przecina spora liczba rzek (najdłuższa: ok. 55 km dł.), znajduje się na nim również szereg jezior.
Największe miasto na półwyspie to Punta Arenas, usytuowane po wsch. stronie nasady półwyspu. Dwie inne większe osady na półwyspie to Fuerte Bulnes na wsch. brzegu półwyspu, ok. 54 km na pd. od Punta Arenas, oraz Estancia Canelos nad zatoką Seno de Otway, ok. 46 km na wsch. od tego miasta.